# Jessie Lemonier
Jessie Nathaniel Lemonier (Hialeah, Florida, 31 de enero de 1997-26 de enero de 2023) fue un apoyador externo estadounidense de fútbol americano. Jugó para Los Angeles Chargers, Detroit Lions y Birmingham Stallions de la United States Football League (USFL). Fue firmado por los Chargers como agente libre no reclutado en el 2020 luego de su carrera de fútbol americano universitario con Liberty Flames.

## Carrera profesional

### Los Ángeles Chargers
Lemonier firmó con Los Angeles Chargers como agente libre no reclutado luego del Draft de la NFL de 2020 el 26 de abril de 2020. Fue despedido durante los cortes finales de la lista el 5 de septiembre de 2020 y firmó con el equipo de práctica del equipo al día siguiente. Fue ascendido a la lista activa el 26 de septiembre de 2020, renunció el 24 de octubre de 2020 y volvió a firmar con el equipo de práctica cuatro días después. Fue ascendido nuevamente a la lista activa el 7 de noviembre, renunció el 28 de noviembre de 2020 y volvió a firmar con el equipo de práctica cuatro días después. Fue elevado a la lista activa el 17 de diciembre para el juego de la semana 15 del equipo contra Los Vegas Raiders y volvió al equipo de práctica después del juego.  Fue firmado a la lista activa el 26 de diciembre del 2020.
El 31 de agosto de 2021, los Chargers despidieron a Lemonier.

### Detroit Lions
El 2 de septiembre de 2021, Lemonier firmó con el equipo de práctica de los Detroit Lions, ascendió a la lista activa el 6 de octubre y renunció el 16 de mayo de 2022.

### Arizona Cardinals
El 17 de mayo de 2022, los Cardenales de Arizona reclamaron a Lemonier de las exenciones y lo liberaron el 17 de agosto.

### Birmingham Stallions
Lemonier fue seleccionado por los Arlington Renegades en el Draft de la XFL de 2023, pero en cambio firmó con los Houston Gamblers de la USFL el 31 de diciembre de 2022. Sus derechos de juego se traspasaron de inmediato a los Birmingham Stallions.

## Fallecimiento
El 26 de enero de 2023, Lemonier falleció a la edad de 25 años, solo cinco días antes de cumplir 26 años. Lemonier y su novia esperaban un hijo en el momento de su muerte.